# 陈楚平
陈楚平（1914年—1980年），原名陈婉琴，曾用名陈群，女，江苏嘉定人，中国政治人物。原甘肃省妇联主任
，第三届全国人大代表。

## 生平
1914年生于江苏省嘉定县城区。1928年秋考入昆嘉青三县联立乡村师范。后考入江苏省立南通中学高中部，一年后转学至江苏省立南京中学。1934年毕业后，进入中央政治学校学习。受一二九运动影响，参加南京学生抗日救国联合会，1936年被学校开除。后赴北平继续参加抗日活动。1937年七七事变后赴延安，进入陕北公学学习。1938年5月被诬陷而遭受隔离审查，1942年无罪释放。1943年在抢救运动中再受审查。1945年加入中国共产党，1946年在中央妇委会工作，先后参加陕西佳县和河北阜平县的土地改革运动。1947年经帅孟奇举荐，担任邓颖超秘书。
1949年中华人民共和国成立后，历任北京市妇联秘书长、全国妇联书记处办公室和研究室副主任。1957年至1966年，历任兰州医学院党委副书记，甘肃省妇联主任。文化大革命期间被监督劳动。1978年至1980年，在中共中央书记处文献研究室任室务委员会委员，担任周恩来著作研究组组长，参加《周恩来选集》的资料收集和编辑工作。1980年12月22日在北京逝世。